# Tontelea passiflora
Tontelea passiflora är en benvedsväxtart som först beskrevs av José Mariano da Conceição Vellozo, och fick sitt nu gällande namn av Lombardi. Tontelea passiflora ingår i släktet Tontelea och familjen Celastraceae. Inga underarter finns listade.